# Берман Матвій Давидович
Матвій Давидович Берман (10 квітня 1898 , Адріановка, Читинська область  — 7 березня 1939 , Москва ) — високопоставлений співробітник ЧК-ОГПУ-НКВС СРСР, комісар державної безпеки 3-го рангу (1935). Начальник ГУЛАГ ОГПУ-НКВС (1932—1937). Один з організаторів та жертва Сталінського терору.

## Ранні роки
Народився у Читинському повіті Забайкальської губернії в єврейській родині. Закінчив Іркутське військове училище, прапорщик. Учасник Жовтневої революції та Громадянської війни в Сибіру. У 1918 вступив в РКП(б).

## ВЧК-ОГПУ-НКВД
З 1918 — голова повітової ЧК в Глазові Вятської губернії. За пияцтво виключався з РКП(б) в 1918, але незабаром відновлений. З 1920 по 1930 обіймав посади голів регіональних органів ВЧК-ГПУ (Томської, Єнісейської, Семипалатинської, Іркутської). В 1923—1924 нарком внутрішніх справ Бурят-Монгольської АРСР. В 1924 році входив до складу редколегії журналу «Життя Бурятії». В 1924 переведений на роботу в Середню Азію. В 1924—1927 — повпред ОГПУ в Середній Азії. В 1927—1928 голова ОГПУ УзРСР.

## ГУЛАГ
З 1930 року — заступник начальника, а з 9 червня 1932 — начальник ГУЛАГ (до 16 серпня 1937). Одночасно був начальником переселенського відділу НКВС (1936), начальником будівництва каналу Волга-Москва (1936—1937), з вересня 1936 по серпень 1937 — заступник голови НКВС СРСР і одночасно начальник ГУЛАГу.
Згадується в книзі Олександра Солженіцина «Архіпелаг ГУЛАГ»: «Належало б їм викласти на укосах каналу шість прізвищ — головних підручних у Сталіна і Ягоди, головних наглядачів
Бєломора, шістьох
найманих вбивць, записавши за кожним тисяч по тридцять
життів: Фірін — Берман — Френкель — Коган — Раппопорт — Жук»(рос.)

## Останні роки
З серпня 1937 по грудень 1938 року — народний комісар зв'язку СРСР.
Член ЦВК СРСР в 1935—1937 роках, депутат Верховної ради СРСР 1-го скликання.
23 грудня виключений з ВКП(б) і 24 грудня 1938 арештований прямо в кабінеті Георгія Маленкова. Утримувався в Луб'янській в'язниці.
Розстріляний за вироком Військової колегії Верховного Суду СРСР 7 березня 1939 на розстрільному полігоні «Комунарка».